# Castelletto di Branduzzo
Castelletto di Branduzzo (Cästlët in dialetto oltrepadano) è un comune italiano di 1 036 abitanti della provincia di Pavia in Lombardia. Si trova nella pianura dell'Oltrepò Pavese, tra i torrenti Luria e Coppa. È formato dal capoluogo Castelletto Po, da Branduzzo (a oggi disabitato) e da tre principali frazioni (Valle Botta, Bassino, Case Nuove).

## Storia
Il comune di Castelletto di Branduzzo fu formato unendo i comuni di Castelletto Po e Branduzzo con regio decreto dell'11 ottobre 1928 n. 2488.

### Castelletto Po
Noto dalla fine del XII secolo quando, con le vicine Pancarana e Bastida Pancarana, apparteneva alla mensa vescovile di Pavia. Successivamente fece parte del feudo di Montebello, di cui erano investiti i Beccaria fino al 1629, quindi gli Orozco de Rivera e i Machado da Silva, e infine gli Spinola.
Nei suoi pressi si trovava lo scomparso paese di Regalia, di incerta localizzazione (CC C164).
Si unì con Branduzzo nel 1928.

### Branduzzo
Il castello di Branduzzo venne edificato dalla famiglia Botta nel corso dell'ultimo decennio del Quattrocento.
Famiglia di origine lombarda che gravitava tra Pavia e Milano, compì la sua ascesa sociale ed economica intorno alla seconda metà del quattrocento, dapprima con Giovanni che fu per vent’anni al servizio di Filippo Maria Visconti, divenendo in seguito maestro delle entrate durante il ducato degli Sforza.
Fu Bergonzo tuttavia, figlio di Giovanni e anch'egli maestro delle entrate presso gli Sforza, che portò il potere della famiglia ai massimi vertici.
Nel 1634 attraverso il matrimonio di un Botta con l’ultima erede dei dogi Adorno, avvenne la fusione tra le due famiglie, da cui il nome Botta Adorno.
Del castello è rimasta oggi solo un’ombra dell’antica grandezza. La sua decadenza dura ormai da trent’anni, da quando sono venuti a mancare i fondi per una manutenzione di tipo ordinario e poi, sempre più urgentemente di tipo straordinario. Fondi un tempo forniti dai proventi della conduzione del fondo agricolo, il cui potere di acquisto va scemando di anno in anno. A infierire sullo stato di degrado di questo luogo si sono abbattuti furti innumerevoli e atti vandalici che si sono spinti fino allo strappo dei preziosi tondi quattrocenteschi di terracotta nominati anche nei manuali di architettura.

### Simboli
Lo stemma e il gonfalone sono stati approvati dal consiglio comunale il 30 marzo 2001 e concessi con decreto del presidente della Repubblica del 5 giugno dello stesso anno.
Nello scudo sono affiancati gli emblemi dei due comuni riuniti di Branduzzo e di Castelletto Po.
Il gonfalone è un drappo di bianco con la bordatura di rosso.

## Monumenti e luoghi di interesse
- Castello di Branduzzo: Grande struttura che versa in stato di abbandono
- Monumento dedicato a Giovanni Ballestra, capitano dell'Aeronautica Militare, che il 18 gennaio 1979 si schiantò al suolo con il suo caccia F-104 Starfighter per evitare di cadere sull'abitato di Branduzzo
- Chiesa dei Santi Alberto e Siro: costruita nel XVII secolo e rifatta nel 1859
- Sette Laghi: lago che si estende su una superficie di circa 10 ettari, nato negli anni ottanta in seguito alla lavorazione ed estrazione della ghiaia; è adibito alle più svariate tecniche di pesca.[8]
- Laghi di Castelletto: comprende la Cava delle Rose adibita a pesca sportiva e una piccola area verde.

## Società

### Evoluzione demografica
Abitanti censiti

## Infrastrutture e trasporti
Castelletto di Branduzzo è posto lungo la Strada Provinciale 1 ("Bressana-Salice") che collega Pavia con Voghera e Salice Terme. Anche la Strada Provinciale 12 (Bressana-Casei Gerola) attraversa parte del comune. Altre strade provinciali e comunali si diramano dal centro paese verso località come Argine, Casatisma, Verretto, Porana e Bastida Pancarana.
Il territorio comunale è attraversato dalle ferrovie Milano-Genova e Pavia-Stradella, ma il centro non dispone di stazioni o fermate ferroviarie. Tuttavia, la frazione di Valle Botta, posta a nord del capoluogo, si trova a ridosso dello scalo ferroviario di Bressana Bottarone.
Il paese è servito da due autolinee extraurbane di servizio pubblico, gestite dalla società Autoguidovie: Pavia-Voghera e Bressana-Voghera.

## Amministrazione
Le elezioni comunali del 2024 hanno visto l'elezione come sindaco di Flavio Ferlini.

## Sport
Nei pressi del centro paese è presente il Castelletto Circuit, dedicato alle gare di supermotard (è tappa italiana del campionato europeo e mondiale supermoto), di drifting e di legends car.
Dal 2001 è stato inaugurato il kartodromo 7 Laghi, pista internazionale.
Nel 2023 è stato inaugurato il nuovo centro comunale che comprende, oltre allo storico campo sportivo "Ennio Marioncini", anche strutture per padel, tennis, calcetto e pallavolo.
La locale squadra di calcio, l'A.C.D. Castelletto, fondata nel 1980, milita nel campionato di Seconda Categoria. Il maggior traguardo storico è stato il 5º posto nel campionato di Prima Categoria durante la stagione 1996-97. I colori sociali sono nero-verde.